# پاسخ عددی
پاسخ عددی یا واکنش عددی (به انگلیسی: Numerical response) در بوم‌شناسی تغییر در تراکم شکارگران به عنوان تابعی از تغییر در تراکم طعمه است. اصطلاح پاسخ عددی توسط ME Solomon در سال ۱۹۴۹ ابداع شد. این با پاسخ کارکردی همراه است، که تغییر در میزان مصرف طعمه توسط شکارگر با تغییر در تراکم طعمه است. همان‌طور که هولینگ اشاره می‌کند، شکار کل را می‌توان به صورت ترکیبی از پاسخ کارکردی و پاسخ عددی بیان کرد. پاسخ عددی دارای دو سازوکار است: پاسخ جمعیتی و پاسخ تجمعی. پاسخ عددی لزوماً متناسب با تغییر تراکم طعمه نیست، که معمولاً منجر به یک تأخیر زمانی بین جمعیت طعمه و شکارگر می‌شود. به عنوان مثال، هنگامی که جمعیت طعمه در حال افزایش است، اغلب شکارگران کمیاب می‌شوند.